# 阮玉清姞
廣施公主阮玉清姞（越南语：／；1839年—1879年），越南阮朝紹治帝第二十一女，生母婕妤阮氏鸞。

## 生平
明命二十年（1839年），阮玉清姞在順化京城出生。嗣德八年（1855年），公主17歲，下嫁總督張文琬之子張文質。嗣德二十二年（1869年），嗣德帝封清姞為廣施公主。嗣德三十二年（1879年），公主去世，壽四十一歲，諡美淑。
廣施公主育有六子三女。